# Mesanthura occidentalis
Mesanthura occidentalis là một loài chân đều trong họ Anthuridae. Loài này được Menzies & Barnard miêu tả khoa học năm 1959.